# Крис Маршал
Кристофер „Крис” Маршал (енгл. Kristopher "Kris" Marshall; рођен 1. априла 1973. у Бату) је енглески филмски, телевизијски и позоришни глумац.
Најпознатији по улози Ника Харпера у енглеској ситком серији Моја породица и Хамфрија Гудмана у Смрт у рају. Исто тако појавио се и у филмовима Четири пера, У ствари љубав, Смрт на сахрани и Неколико кумова.